# Zbiornik przepływowy
Zbiornik przepływowy – rodzaj zbiornika wodnego powstałego w wyniku przegrodzenia rzeki lub innego cieku wodnego jazem lub zaporą, w celu utrzymania stałego, określonego poziomu wody w stanowisku górnym budowli piętrzącej. Typowy zbiornik przepływowy nie posiada zdolności retencyjnych (objętości użytkowej), a poziom wody w zbiorniku jest stały. Dla pewnych zbiorników w określonym celu, np. dla potrzeb elektrowni wodnej w celu wykorzystania pewnej objętości warstwy wody w szczytach energetycznych do zwiększonej produkcji energii elektrycznej, mogą jednakże zostać dopuszczone pewne, stosunkowo niewielkie wahania wody w zbiorniku, w typowych przypadkach do 1 m (zbiorniki przepływowe z wyrównaniem dobowym). Przykładem takiego zbiornika jest największy, przepływowy zbiornik wodny w Polsce, zlokalizowany na rzece Wisła, Zbiornik Włocławek o pojemności 408 mln m³, dla którego dopuszczalne są wahania stanów wody rzędu 0,64-0,66 m.
Mimo iż zbiorniki przepływowe nie posiadają objętości użytkowej, mogą w pewnym stopniu być wykorzystywane w celu ochrony przeciwpowodziowej. Takie działanie opierać się musi na prognozach, dzięki którym można, poprzez odpowiednio wcześniejsze upuszczenie wody z takiego zbiornika przez urządzenia upustowe i zamknięcia budowli piętrzących (zwiększenie odpływu, w stosunku do dopływu, w dopuszczalnych granicach), uzyskać tzw. rezerwę wymuszoną. Dodatkowo jeżeli istnieje taka możliwość, to w zakresie dopuszczalnego nadpiętrzenia dostępna jest tzw. rezerwa forsowana. Obie rezerwy objętości w zbiorniku przepływowym umożliwiają w okresach wezbrania i powodzi na niewielką redukcję szczytu fali powodziowej.